# أماني الطويل
أماني الطويل هي صحفية باحثة وخبيرة في الشؤون السودانية ومديرة البرنامج الأفريقي في مركز الأهرام للدراسات السياسية والاستراتيجية، وهي عضو المجلس المصري للشؤون الأفريقية، وعضو مجلس إدارة مركز الدراسات السودانية بمعهد البحوث والدراسات الأفريقية في جامعة القاهرة. كما عملت استشارية لبرنامج الأمم المتحدة الإنمائي في السودان بين عامي 2005 و2006.
أكاديميًا عملت أستاذًا زائر بمدرسة إليوت للشؤون الخارجية بجامعة جورج واشنطن في الولايات المتحدة بين عامي 2009 و2010، كما قامت بتدريس التاريخ السياسي للسودان وعدد من الدول الأفريقية في جامعة عين شمس في الفترة بين 2004 و2006. أماني حاصلة على درجة الدكتوراه من جامعة عين شمس في موضوع العلاقات المصرية السودانية.
شاركت أيضًا في تأليف التقرير الاستراتيجي العربي وتقرير الاتجاهات الاقتصادية الاستراتيجية الصادرين عن مركز الأهرام للدراسات السياسية والاستراتيجية، وهي مؤلف مشارك لكتاب الأمن المائي والمتغيرات الإقليمية في حوض النيل، ومؤلفة كتاب الدور السياسي للنخبة المصرية قبل ثورة يوليو عن دار الشروق المصرية 2007، ومؤلف مشارك ومحرر كتاب حالة المرأة في مصر دراسة في مستويات التمثيل بالمراكز القيادية الصادر عن مركز الأهرام للدراسات.
وصحفيًا تكتب أماني مقالات في عدة صحف منها: الأهرام والمصري اليوم والشروق والوفد المصرية، والأخبار والأحداث السودانيتين، والشرق القطرية، وغيرها من الإصدارات الصحفية في الشؤون السودانية الأفريقية وقضايا التطور الديمقراطي في العالم العربي.

## مؤلفاتها
- المحامون بين المهنة والسياسية - دراسة في تاريخ النخبة المصرية، 2007[4][5]
- العلاقات المصرية-السودانية: جذور المشكلات وتحديات المصالح: قراءة وثائقية، 2012[6]
- السودان من صراع إلى صراع، 2018[7]
- الموقف الاجتماعي من عمل المرأة بمهنة المحاماة[8]

## روابط خارجية
- مقالاتها على موقع جريدة الشروق
- مقالاتها على موقع مركز المصري للفكر والدراسات الاستراتيجية
- مقالاتها على موقع مصر 360